# キョプリュリュ家
キョプリュリュ家（トルコ語: Köprülü）はアルバニアに出自を持つオスマン帝国の貴族。オスマン帝国としては珍しく、世襲で大宰相を務めた。トルコ史において、キョプリュリュ・メフメトからカラ・ムスタファまでの時代をキョプリュリュ時代という。

## 来歴
門閥としてのキョプリュリュ家は、メフメト4世の治世においてキョプリュリュ・メフメト・パシャが大宰相に就いたことに始まる。キョプリュリュ・メフメトは、アナトリアのキョプリュの有力者と姻戚関係を結び、そこを基盤として中央政界の官職を歴任、家臣団を形成した。キョプリュリュ・メフメトが死ぬと、息子のキョプリュリュ・アフメト・パシャが後を継いだ（大宰相の父子世襲としては初）。この両者の時代に、オスマン帝国の版図は史上最大となった。
その功績によりキョプリュリュ家の世襲は続き、キョプリュリュ・メフメトの娘婿としてキョプリュリュ家に入ったカラ・ムスタファ・パシャがキョプリュリュ・アフメトの後任となったが、カラ・ムスタファは第二次ウィーン包囲で大敗、さらにその責を問われて刑死した。
カラ・ムスタファの死により、キョプリュリュ家からの大宰相は一時途絶えたが、何人かののち、キョプリュリュ・ムスタファ・パシャが再度キョプリュリュ家から登用された。後にカルロヴィッツ条約が調印されたときの大宰相もキョプリュリュ家出身のキョプリュリュ・ヒュセイン・パシャであった。

## 人物
| 名前                                   | 生没年          | 大宰相在任    | 皇帝                      |
| -------------------------------------- | --------------- | ------------- | ------------------------- |
| キョプリュリュ・メフメト・パシャ       | 1586年頃–1661年 | 1656年–1661年 | メフメト4世               |
| キョプリュリュ・アフメト・パシャ       | 1635年–1676年   | 1661年–1676年 | メフメト4世               |
| カラ・ムスタファ・パシャ               | 1634年–1683年   | 1676年–1683年 | メフメト4世               |
| キョプリュリュ・ムスタファ・パシャ     | 1637年–1691年   | 1689年–1691年 | スレイマン2世 アフメト2世 |
| キョプリュリュ・ヒュセイン・パシャ     | 1644年-1702年   | 1697年–1702年 | ムスタファ2世             |
| キョプリュリュ・ヌーマン・パシャ       | 1719年没        | 1710年–1711年 | アフメト3世               |
| キョプリュリュ・アブドゥッラー・パシャ | 1735年没        | 1723年–1735年 | アフメト3世 マフムト1世   |

## 現在
メフメト・フアト・キョプリュリュは1950年から1955年までトルコの外務大臣を務めた。